# Pestalozzischule Heilbronn

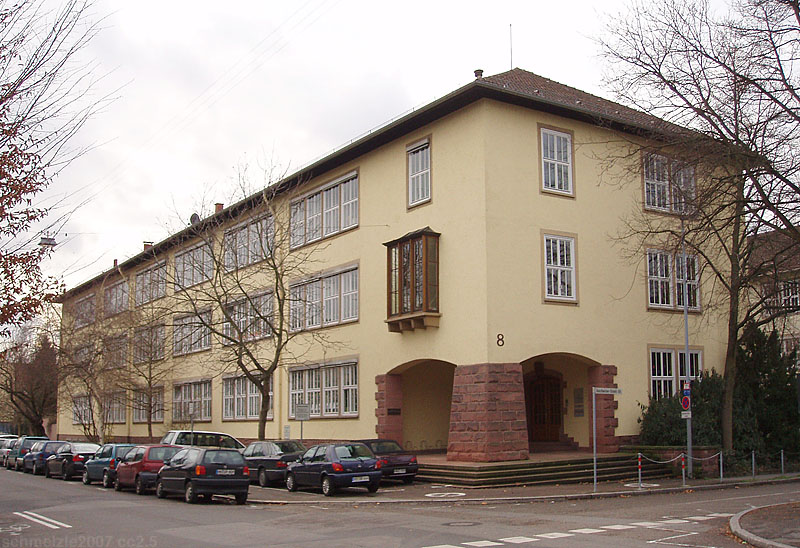
Die Pestalozzischule in Heilbronn

Die Pestalozzischule Heilbronn ist ein Sonderpädagogisches Bildungs- und Beratungszentrum mit dem Förderschwerpunkt Lernen in Heilbronn. Die seit 1910 bestehende und seit 1936 nach Johann Heinrich Pestalozzi benannte Schule war die erste Förderschule in Heilbronn. Das heutige Gebäude an der Geschwister-Scholl-Straße 8 wurde am 30. Juni 1950 fertiggestellt.

## Beschreibung
Schulträger ist die Stadt Heilbronn, die neben der Pestalozzischule auch der Träger für die Neckartalschule, Paul-Meyle-Schule mit dem Förderschwerpunkten geistige Entwicklung und körperlich-motorische Entwicklung sowie für die Gebrüder-Grimm-Schule mit dem Förderschwerpunkt Sprache ist. 19 Lehrer betreuen und unterrichten 145 Schüler, wobei eine Klasse durchschnittlich 12 bis 15, manchmal auch nur sieben Schüler hat. Ein Großteil der Schüler kommt aus sozial schwachen oder nicht intakten Familien. Die Hälfte der Kinder hat einen Migrationshintergrund.
Der ehemalige Rektor Wilhelm Hofmann ist als Wegbereiter der modernen Sonderpädagogik bekannt geworden und wurde Namensgeber der aus der Böckinger Filiale der Pestalozzischule hervorgegangenen Wilhelm-Hofmann-Schule, die nach der Aufarbeitung von Hofmanns NS-Vergangenheit 2011 in Neckartalschule umbenannt wurde.

## Geschichte
Im Mai 1910 wurde eine Hilfsschulklasse für 25 „Schwachsinnige“, Sprachbehinderte und Epileptiker in der Heilbronner Karlsvolksschule an der Ecke Allee/Karlstraße eingerichtet. Der erste Lehrer dieser Klasse war Albert Braun (1860–1948), der keine Hilfsschullehrerausbildung hatte. 1912 wurde mit der Bildung einer zweiten Klasse die Ober- von der Unterstufe getrennt, 1914 und 1920 wurden eine dritte und eine vierte Klasse gebildet, für die jeweils neue Lehrer eingestellt wurden. Mit Wilhelm Hofmann (1901–1985) kam 1929 ein erster voll ausgebildeter Hilfsschullehrer hinzu. Hofmann hat vielfach über Sonderpädagogik referiert, war gleichzeitig aber auch bekennender Nationalsozialist. Nach Angliederung von zwei Klassen der Böckinger Hilfsschule wurde die Heilbronner Hilfsschule 1936 selbstständig und nach Pestalozzi benannt. Hofmann wurde erster Rektor der Schule.
Das Schulgebäude wurde beim Luftangriff vom 4. Dezember 1944 zerstört. Beim Neubeginn des Unterrichts im Herbst 1945 wurden die Hilfsschüler zunächst den normalen Volksschulklassen zugeteilt. 1947 nahm man in provisorischen Räumen in der Heilbronner Hauptpost mit 51 Schülern und in der Böckinger Weststraßenschule mit 31 Schülern wieder den Hilfsschulbetrieb auf. 1949 war die Hilfsschule wieder achtklassig ausgebaut und Albert Stellrecht (* 1883), der seit 1920 Hilfsschullehrer in Heilbronn war, wurde zum Rektor ernannt. 1949 bezog die Hilfsschule Räume in der Dammschule. 1950 kamen Filialklassen für Unterstufenschüler der Heilbronner Stadtteile Sontheim und Neckargartach hinzu, während die Mittel- und Oberstufenschüler dieser Stadtteile in der Dammschule unterrichtet wurden.
Am 30. Juni 1950 wurde das heutige Gebäude der Pestalozzischule an der Gartenstraße eingeweiht, im Folgejahr zogen die Klassen von der Dammschule in das neue Gebäude. Rektor Stellrecht wurde 1951 im Alter von 68 Jahren pensioniert, ihm folgte als Rektor erneut Wilhelm Hofmann, der nach einem Revisionsverfahren von der Spruchkammer nicht mehr als Hauptschuldiger, sondern nur noch als Mitläufer eingestuft worden war. Hofmann wurde jedoch bald mit der Leitung des Staatlichen Hilfsschullehrerseminars in Stuttgart betraut, so dass die Geschäfte der Schule vertretungsweise von Wilfried Volker (* 1915) geleitet wurden, bevor 1958 Wilhelm Brix (* 1898) Rektor wurde. Nach Brix’ Ausscheiden in den Ruhestand 1961 wurde Volker zum Rektor. Ihm folgte 1980 Rudolf Kühner (* 1925).

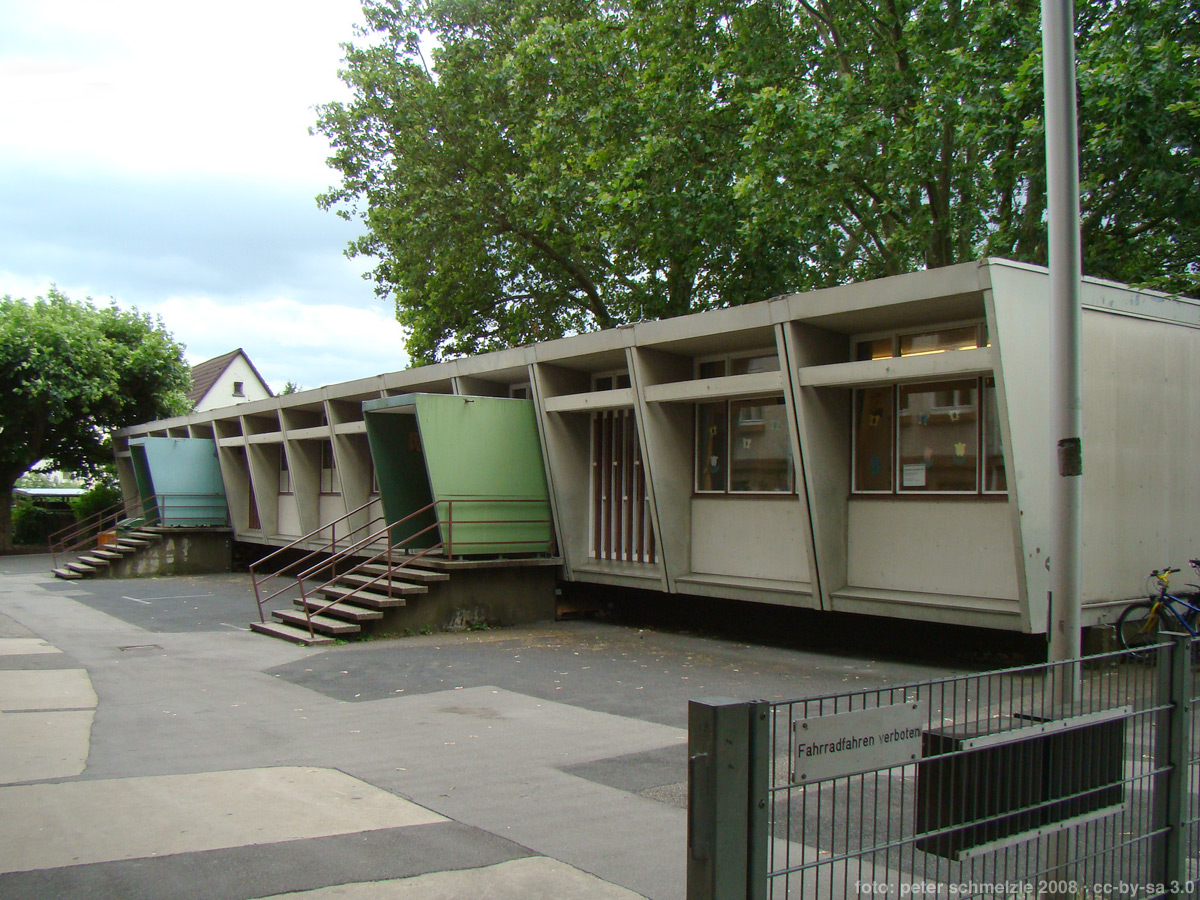
Pavillonschule Böckingen, bis 1966 Filiale der Pestalozzischule

Nach der Neuregelung des Schulverwaltungsgesetzes von 1964 wurde die Hilfsschule zur Sonderschule für Lernbehinderte. 1965 war mit 353 Schülern ein Höchststand erreicht. Daraufhin wurden 1966 die bisherigen Filialen in Böckingen und Neckargartach zu selbstständigen Sonderschulen, wodurch die Schülerzahl der Pestalozzischule auf 231 sank. 1976 bezog die Pestalozzischule einen Erweiterungsbau mit Physiksaal, Schulküche und Gymnastiksaal.
Die 1966 ausgegliederte Sonderschule in Heilbronn-Böckingen hatte bereits 1963 einen Pavillonbau auf dem Gelände der Grünewaldschule bezogen. Nach der Selbstständigkeit hieß sie zunächst Wilhelm-Hofmann-Schule. Die Neckargartacher Filiale befand sich jeher in der Leinbachschule. 1998 wurden beide Schulen vereinigt. Nach der Aufarbeitung der NS-Vergangenheit des Namensgebers Hofmann wurde der Name der vereinigten Schule 2011 zu Neckartalschule geändert.
Die Filiale in Sontheim befand sich von 1950 bis 1971 im Obergeschoss des katholischen Kindergartens und zog in den nächsten 13 Jahren insgesamt siebenmal um, zunächst in das durch den Bau der Sontheimer Grundschule frei gewordene alte Schulhaus Auf dem Bau im Deutschhof, danach die unteren Klassen in die Staufenbergschule und die oberen Klassen in das Alte Sontheimer Rathaus, danach die unteren Klassen in das katholische Gemeindehaus, dann 1977 alle Klassen in die Alte Kelter im Deutschhof, 1979 wieder in die Staufenbergschule, bei deren Renovierung 1983 wieder in die Alte Kelter und das Nebengebäude Auf dem Bau und schließlich 1984 zurück in die Staufenbergschule.

## Schulgebäude
Das Gebäude der Pestalozzischule ist ganz im barockisierenden Heimatstil der Stuttgarter Schmitthenner-Schule der 50er Jahre gebaut. Ein dreigeschössiges Gebäude in Putz mit Walmdach wird von dem Eckeingang dominiert. Der Eckeingang ist mit einer Rustika und Buckelquader in rotem Buntsandstein gehalten, worüber sich ein großflächig verglastes Fenster mit vorkragendem, breitem Erker befindet. Die Rustika ist ein Element der Renaissance bzw. Barock, der hier als barockisierendes Element einer konservativ orientierten Moderne zum Einsatz kommt.
Über dem Haupteingang befindet sich als Schlussstein ein Kopf aus Kunststein, der Pestalozzi darstellen soll. Den Kopf 1952 schuf der Stuttgarter Bildhauer Brellochs. Über den Eingängen diesseits und jenseits des gedeckten Verbindungswegs zwischen Rektoratsgebäude und Mädchenmittelschule befindet sich jeweils ein Schlussstein. Der Schlussstein über dem Eingang zum Vortragssaal stellt den Kopf von Eduard Mörike dar und ist aus rotem Buntsandstein, der 1952 vom Bildhauer Grässle aus Heilbronn geschaffen wurde. Über dem Haupteingang zur Mädchenmittelschule befindet sich ein anderer Schlussstein, der Friedrich Schiller darstellt und vom Weinsberger Bildhauer Volk geschaffen wurde.

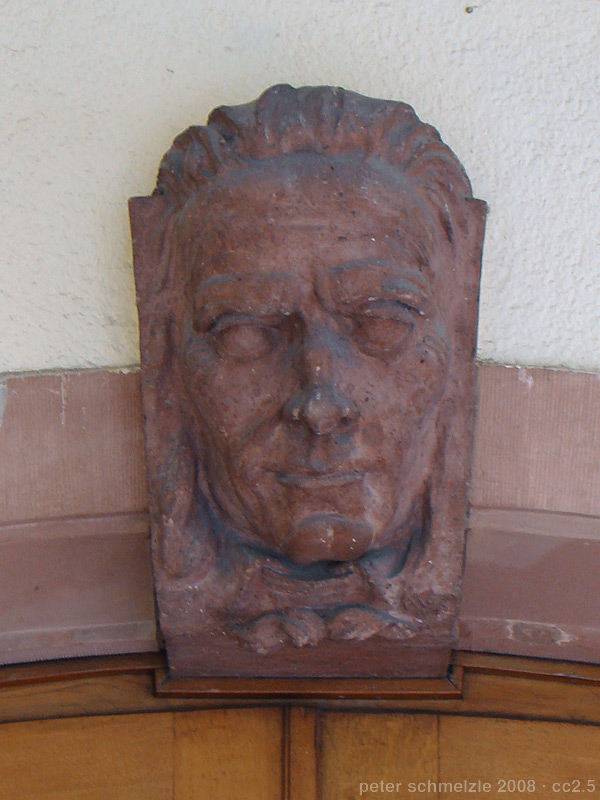
Pestalozzi-Büste
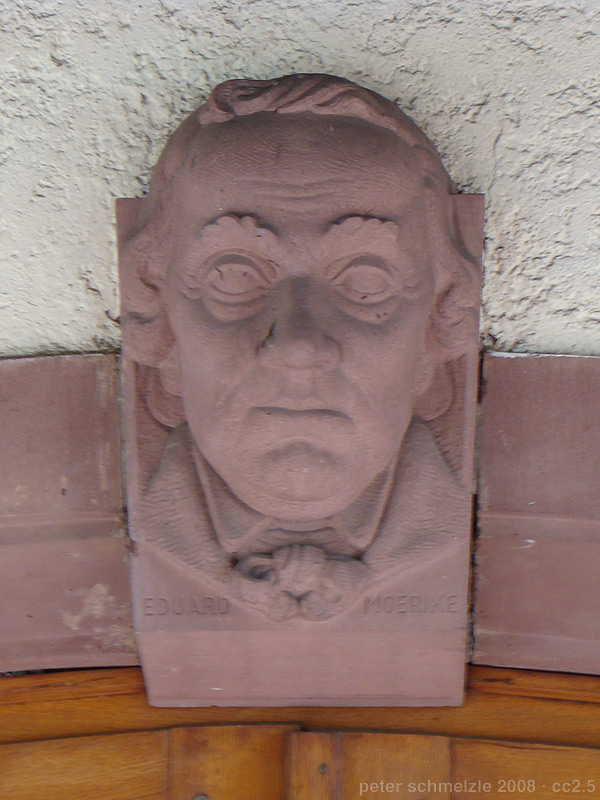
Mörike-Büste
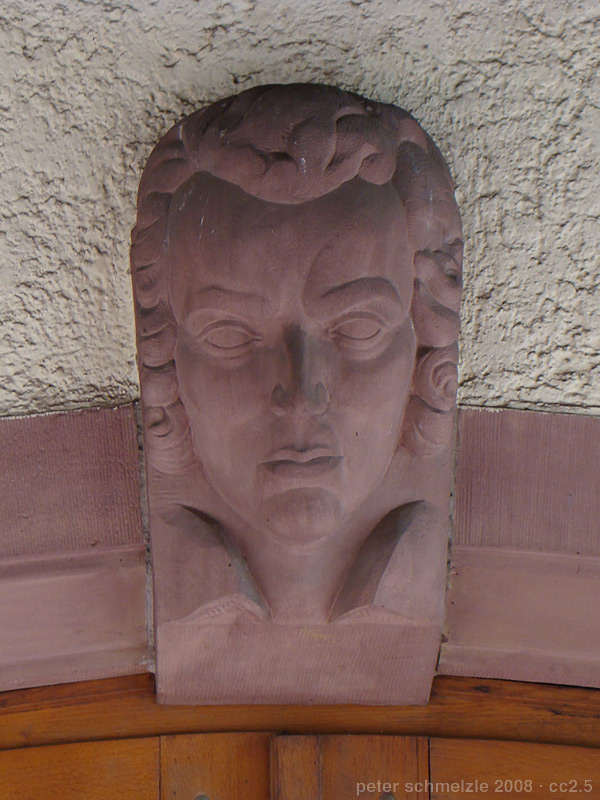
Schiller-Büste

Die Niethammer-Stiftung unterstützte 2005 eine Aufenthaltsraumgestaltung der Pestalozzischule.

## Pädagogische Arbeit, Ausstattung und Angebote
Außerschulisches Schülerprojekt „Rucksackschule“
Die Heilbronner Pestalozzischule betonte 2009 außerschulische und praktische Projekte, die als „Rucksackschule“ bezeichnet wurden. Die Intention der Rucksackschule war es, dass die Schüler lediglich mit einem Rucksack ausgestattet, Erfahrungen im praktischen Leben sammeln können. So gehörte Gartenarbeit zum Repertoire der Rucksackschule, ebenso Exkursionen in die Stadtbücherei oder zum Bahnhof als außerschulische Erfahrungen. Die Schüler sollten selbstständig neue Situationen meistern.

„[…] Manchmal gehen wir auch in die Stadt auf Exkursion […] die Schule geht raus ins Leben, sich vorstellen.“

### Arbeitsgemeinschaften
Nachmittags betreuen Lehrer Arbeitsgemeinschaften, beispielsweise die Fußball-AG.

## Förderverein
Die Schule verfügt über einen Förderverein.